# Veľká Mača
Veľká Mača (do roku 1948 Veľký Mačad, maďarsky Nagymácséd) je obec na Slovensku, v okrese Galanta v Trnavském kraji. Žije v ní přibližně 2 600 obyvatel. V katastrálním území obce leží přírodní rezervace Mačiansky háj. V roce 2018 byl v obci zabit slovenský investigativní novinář Ján Kuciak a jeho snoubenka Martina Kušnírová.